# Муса Гендаргеноевский
Му́са Гендаргено́евский (чечен. Гендаргнойн Муса; род. 1783, Гендерген, Историческая область Ичкерия — 1848, Урус-Мартан, Северо-Кавказский имамат) — участник Кавказской войны, один из командующих в Сражении на реке Валерике и Битве при Дарго. Брат Исы Гендаргеноевского.

## Биография
Родился в 1783 году в селении Гендерген. Когда Мусе исполнилось около пятнадцати лет, его семья покинула Гендерген и переселились в Урус-Мартан.
В 1810—1840 вместе с братом Исой принимал непосредственное участие во многих сражениях в Малой Чечне против царских войск.
По данным генерала Нейдгардта, в 1840 году Муса и его брат Иса были первыми, которые предложили пригласить Шамиля в Чечню.
С 8-го марта 1840 года сподвижник имама Шамиля , был одним из командующих в сражениях Битва на реке Валерик и Даргинский поход.
Его обучал таджвиду известный алим Атабаев Атаби-мулла из Чунгароя.
Муса Гендаргеноевский вместе с братом Исой похоронен на кладбище, которое находится в южной части города Урус-Мартан (по дороге в селение Мартан-Чу). В народе это кладбище известно как «Iисан, Мусан кешнаш» (Исы, Мусы кладбище).